# Molophilus tonnoiri
Molophilus tonnoiri är en tvåvingeart som beskrevs av Alexander 1925. Molophilus tonnoiri ingår i släktet Molophilus och familjen småharkrankar. Inga underarter finns listade i Catalogue of Life.